# Aleksandr Lipko
Aleksandr Valer'evič Lipko (in russo Александр Валерьевич Липко?; Krasnodar, 18 agosto 1975) è un dirigente sportivo, allenatore di calcio ed ex calciatore russo, di ruolo difensore.

## Palmarès

### Giocatore

#### Competizioni nazionali
- Campionato russo: 1

Spartak Mosca: 1996
- Pervenstvo Futbol'noj Nacional'noj Ligi: 3

Šinnik: 2001
Rubin Kazan': 2002
Terek Groznyj: 2004
- Coppa di Russia: 1

Terek Groznyj: 2003-2004